# 2000 у футболі
Нижче наведені футбольні події 2000 року у всьому світі.

## Події
- Відбувся одинадцятий чемпіонат Європи, перемогу на якому здобула збірна Франції.
- Відбувся двадцять другий кубок африканських націй, перемогу на якому здобула збірна Камеруну.

## Засновані клуби
- Лузітанос (Андорра)
- Мотор Екшн (Зімбабве)
- Ньюкасл Юнайтед Джетс (Австралія)
- Ювенес-Догана (Сан-Марино)

## Національні чемпіони
- Англія: Манчестер Юнайтед
- Аргентина
  - Клаусура: Рівер Плейт
  - Апертура: Бока Хуніорс
- Бразилія: Корінтіанс
- Італія: Лаціо
- Іспанія: Депортіво (Ла-Корунья)
- Нідерланди: ПСВ
- Німеччина: Баварія (Мюнхен)
- Парагвай: Олімпія (Асунсьйон)
- Португалія: Спортінг (Лісабон)
- Росія: Спартак (Москва)
- Україна: Динамо (Київ)
- Франція: Монако
- Шотландія: Селтік